# Tyler Harvey
Pour les articles homonymes, voir Harvey.
Tyler Jordon Harvey, né le 17 juillet 1993 à Torrance, Californie, est un joueur américain de basket-ball. Il évolue aux postes de meneur et d'arrière.

## Carrière professionnelle
Le 25 juin 2015, il est sélectionné à la 51e position de la draft 2015 de la NBA par le Magic d'Orlando.

## Clubs successifs
- 2012-2015 :  Eagles d'Eastern Washington (NCAA).

## Statistiques

### Universitaires
Les statistiques en matchs universitaires de Tyler Harvey sont les suivants :
| Année     | Équipe             | Matches | Titul. | Min./m. | %tir | %3pts | %l-f | rbds/m. | pass/m. | int/m. | ctr/m. | pts/m. |
| --------- | ------------------ | ------- | ------ | ------- | ---- | ----- | ---- | ------- | ------- | ------ | ------ | ------ |
| 2012-2013 | Eastern Washington | 21      | 4      | 14,1    | 52,3 | 43,4  | 43,5 | 2,29    | 1,48    | 0,71   | 0,14   | 7,10   |
| 2013-2014 | Eastern Washington | 31      | 31     | 37,4    | 44,3 | 43,3  | 89,7 | 4,16    | 2,71    | 1,13   | 0,29   | 21,84  |
| 2014-2015 | Eastern Washington | 32      | 32     | 36,9    | 46,9 | 43,1  | 85,2 | 3,62    | 2,56    | 1,12   | 0,12   | 23,06  |
| Total     |                    | 84      | 67     | 31,4    | 46,3 | 43,2  | 84,7 | 3,49    | 2,35    | 1,02   | 0,19   | 18,62  |

## Palmarès
- NCAA scoring champion (2015)
- 2× First-team All-Big Sky (2014–2015)
- Honorable mention All-American – AP (2015)
- First-team Academic All-American (2015)
- Lou Henson All-American (2015)